# 有井川站
有井川站（日语：／ Ariigawa eki */?）是一位於日本高知縣幡多郡黑潮町伊與喜、隸屬於土佐黑潮鐵道（日語：土佐くろしお鉄道）的鐵路車站。車站編號為TK33。車站與國道56號並行。月台上的車站看板標示了「磯釣與溫泉的井之岬」（磯づりと温泉の井ノ岬）。

## 車站結構
車站建於路堤上，標高為10.3米，採用簡易車站模式，並不設置站房。連接月台與路面的樓梯是在路堤旁邊另加建一道以水泥建成的護土牆，再在斜面上修築梯級而成，因此一直以來皆未有興建無障礙設施。而通往車站的小路，亦只能由國道56號的行人路旁的小路通往，並不容易尋找。

### 月台配置
只設有側式月台1個，長度約為70米，有效長度為3輛，列車不可以在此交會。月台上除了一座以木搭成的候車室外，便再沒有其他的配套。整個月台以鋼架水泥板所搭成，並架空在路堤上。至於月台近出入口旁建有一座以水泥及磚所砌成的小型建物，一直都未有使用。
至於月台上的候車室，原來只是一座以磚和水泥所搭成的有蓋候車亭，設於月台的中央部份，規格採用原國鐵的模式，後來約在2011年左右，把原來的候車亭拆去，並在車站看板旁邊新建成一座以木板搭成的新候車室。部份位置乃架空於月台之外，外圍對向國道方加設了「土佐黑潮鐵道　有間川站」的標誌。新的候車室除了更換過候車長櫈外，亦加裝了趟門，可以用作避雨或風雪之用。亦塗上較鮮明的木顏色，比起舊式的候車亭更為搶眼。
列車到站時，往中川方向為左側上落；往窪川方向為右側上落。
| 路線     | 方向 | 目的地         |
| -------- | ---- | -------------- |
| ■ 中村線 | 下行 | 中村、宿毛方向 |
| ■ 中村線 | 上行 | 窪川方向       |

## 歷史
- 1970年10月1日：隨日本國有鐵道中村線通車開業，最初稱為「東大方站」。
- 1982年11月15日：改稱為「有井川站」。
- 1987年4月1日：日本國鐵分割民營化，車站的營運由JR四國繼承。
- 1988年4月1日：隨中村線轉交由土佐黑潮鐵道管理及營運。
- 大約2011年：候車亭改裝。
- 2023年：

- 6月2日：一輛由宿毛開往窪川312D班次列車（駕駛員及安全指導共2人，沒有乘客），在通過本站～土佐白濱期間，因受線狀雨帶而引發的山泥傾潟而導致脫線。事件令中村線及特急列車暫停行駛。要以代行巴士維持服務。
- 6月10日：全線恢復。但須以緩速駛過。調查後，遭運輸安全委員會批評鐵道公司安全意識薄弱，在降雨量超過了停駛警示後仍然強行開車。

## 使用狀況
車站四周皆為農田，沿國道56號有一列整齊的民居，另外較多人聚居的集落位於車站東南方約600米，但居住人口仍不足以支撐車站的使用量，日均客量只有十多人，2020年代起更跌至個位數。以下是近年來的日均客量變化：
| 1日上落人數推斷 | 1日上落人數推斷 |
| 年度            | 1日平均人數     |
| --------------- | --------------- |
| 2011            | 15              |
| 2012            | 13              |
| 2013            | 12              |
| 2014            | 12              |
| 2015            | 13              |
| 2016            | 17              |
| 2017            | 9               |
| 2018            | 11              |
| 2019            | 10              |
| 2020            | 6               |
| 2021            | 6               |
| 2022            | 7               |

## 相鄰車站
土佐黑潮鐵道
■中村線
■特急「足摺」、「四萬十」1、4號
通過
■普通
土佐白濱（TK32）－有井川（TK33）－土佐上川口（TK34）

## 外部連結
- 土佐黑潮鐵道有井川站